# Kaplica św. Agaty w Krasnopolu
Kaplica św. Agaty w Krasnopolu – zabytkowa drewniana kaplica pod wezwaniem św. Agaty w Krasnopolu w woj. podlaskim.
Kaplica położona jest obok Kościoła Przemienienia Pańskiego z 1862 i prawdopodobnie powstała w tym samym czasie (rejestr zabytków podaje jako datę powstania XIX/XX wiek). W 1988 kaplicę wyremontowano i pokryto wiórem. W 1992 kaplica razem z kościołem została wpisana do rejestru zabytków (nr  A-916 z 17.08.1992)

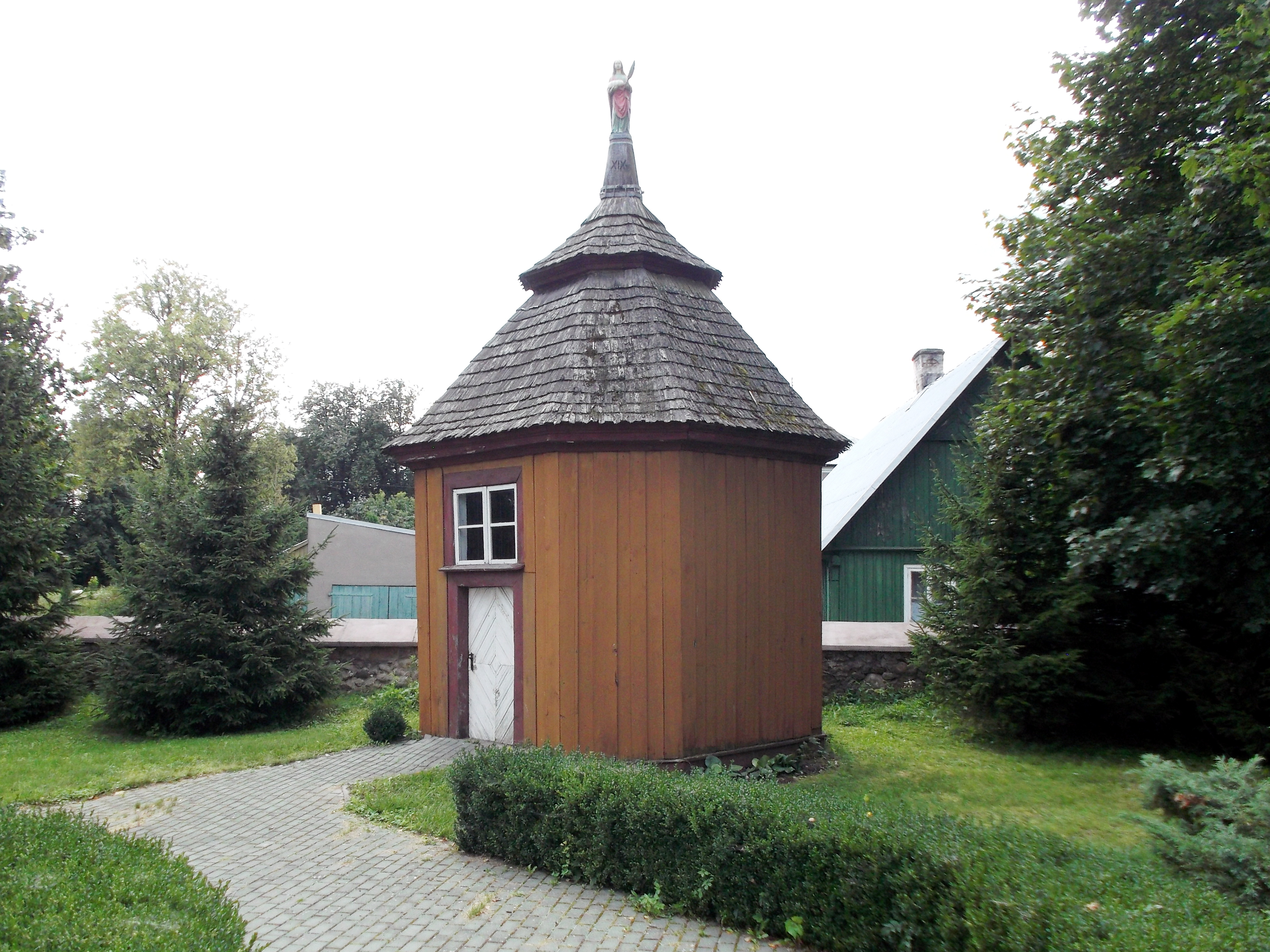
Stan kaplicy w 2018